# Hans Rott (Philosoph)

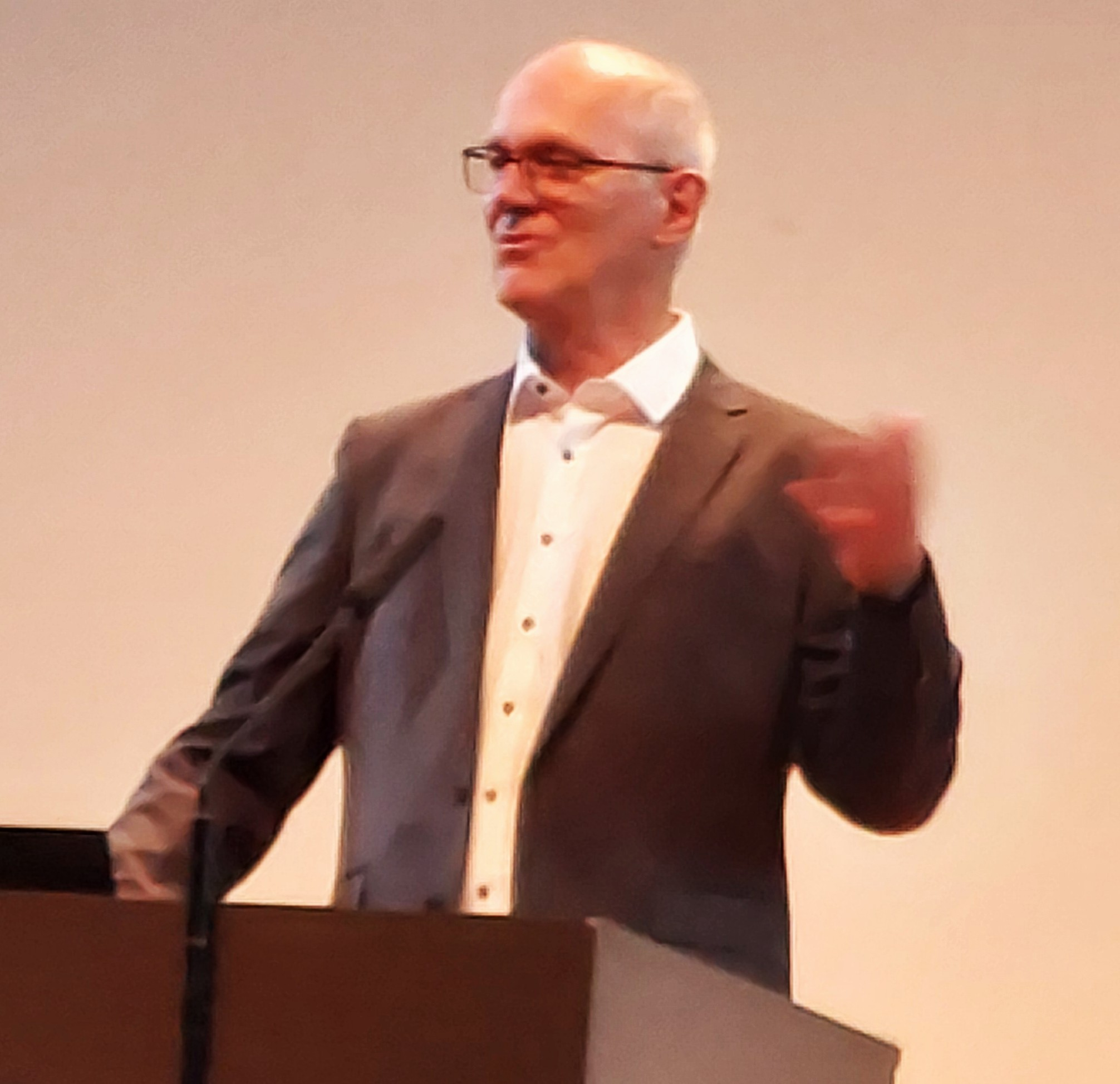
Hans Rott (2025)

Hans Rott (* 21. Mai 1959 in Augsburg) ist ein deutscher Philosoph.

## Leben
Nach dem Abitur 1978 am Justus-von-Liebig-Gymnasium in Neusäß studierte er ab 1978 Logik und Wissenschaftstheorie, Philosophie und germanistische Linguistik an der LMU München (1985 Abschluss M.A. Logik und Wissenschaftstheorie) und ab 1981 im Doppelstudium mit Mathematik (1983 Diplom-Vorprüfung Mathematik). Nach der Promotion 1989 in den Fächern Logik und Wissenschaftstheorie, Philosophie und Germanistische Linguistik an der LMU München (Referent Wolfgang Stegmüller) war er von 1989 bis 1990 wissenschaftlicher Mitarbeiter am Institut für Maschinelle Sprachverarbeitung der Universität Stuttgart (am Lehrstuhl für Formale Logik und Sprachphilosophie, Hans Kamp). Von 1993 bis 1994 hatte er einen Lehrauftrag an der Universität Zürich. Von 1990 bis 1996  war er wissenschaftlicher Assistent an der Philosophischen Fakultät der Universität Konstanz (Fachgruppe Philosophie, am Lehrstuhl Jürgen Mittelstraß). Von 1996 bis 1997 war er wissenschaftlicher Angestellter ebenda. Nach der Habilitation 1997 im Fach Philosophie ebenda war er von 1997 bis 1999 Professor (Lehrstuhl für Logik und Kognitionswissenschaft) an der Abteilung Philosophie, Institut für Geisteswissenschaften der Universität von Amsterdam. Seit 1999 ist er Professor (Lehrstuhl für Theoretische Philosophie) am Institut für Philosophie der Universität Regensburg.
Rott ist seit 2014 Mitglied der Nationalakademie Leopoldina.

## Schriften (Auswahl)
- Reduktion und Revision. Aspekte des nichtmonotonen Theorienwandels. Bern 1991, ISBN 3-631-42080-3.
- Change, choice and inference. A study of belief revision and nonmonotonic reasoning. Oxford 2001, ISBN 0-19-850306-7.
- als Herausgeber mit Eva-Maria Konrad, Thomas Petraschka und Jürgen Daiber: Fiktion, Wahrheit, Interpretation. Philologische und philosophische Perspektiven. Ursprüngliche[r] Ausgangspunkt bestand in einer Tagung... „Fiktion – Wahrheit – Interpretation“, die vom 7. – 9. Juni 2012 an der Universität Regensburg stattfand. Münster 2013, ISBN 978-3-89785-826-8.
- als Herausgeber mit Wolfgang Freitag, Holger Sturm und Alexandra Zinke: Von Rang und Namen. Essays in Honour of Wolfgang Spohn. Münster 2016, ISBN 3-95743-061-5.